# 柱 (岡崎市)
柱（はしら）は、愛知県岡崎市の町名。岡崎地区に位置する。現行行政地名は柱一丁目から柱六丁目。

## 地理
岡崎市の南部に位置する。

### 河川
- 占部川

## 世帯数と人口
2019年（令和元年）5月1日現在の世帯数と人口は以下の通りである。
| 丁目     | 世帯数    | 人口    |
| -------- | --------- | ------- |
| 柱一丁目 | 188世帯   | 364人   |
| 柱二丁目 | 109世帯   | 233人   |
| 柱三丁目 | 268世帯   | 649人   |
| 柱四丁目 | 161世帯   | 366人   |
| 柱五丁目 | 197世帯   | 435人   |
| 柱六丁目 | 87世帯    | 199人   |
| 計       | 1,010世帯 | 2,246人 |

### 人口の変遷
国勢調査による人口の推移
| 2005年（平成17年） | 1,835人 | [ 6 ] |  |
| 2010年（平成22年） | 1,631人 | [ 7 ] |  |
| 2015年（平成27年） | 1,845人 | [ 8 ] |  |

## 小・中学校の学区
市立小・中学校に通う場合、学区は以下の通りとなる。
| 丁目     | 番・番地等 | 小学校             | 中学校             |
| -------- | ---------- | ------------------ | ------------------ |
| 柱一丁目 | 全域       | 岡崎市立岡崎小学校 | 岡崎市立翔南中学校 |
| 柱二丁目 | 全域       | 岡崎市立岡崎小学校 | 岡崎市立翔南中学校 |
| 柱三丁目 | 全域       | 岡崎市立岡崎小学校 | 岡崎市立翔南中学校 |
| 柱四丁目 | 全域       | 岡崎市立岡崎小学校 | 岡崎市立翔南中学校 |
| 柱五丁目 | 全域       | 岡崎市立岡崎小学校 | 岡崎市立翔南中学校 |
| 柱六丁目 | 全域       | 岡崎市立岡崎小学校 | 岡崎市立翔南中学校 |

## 歴史
額田郡柱村を前身とする。
- 2003年（平成15年）7月26日 - 羽根町、柱町、針崎町のそれぞれの一部が分離し、誕生した。岡崎駅西土地区画整理事業の一環[1]。

## 施設
- 西尾信用金庫 岡崎駅西支店
- 正覚寺
- 綿積神社
- フィール 岡崎柱町店
- ファミリーマート 岡崎柱六丁目店
- 林公園（柱1丁目）
- 馬畷公園（柱3丁目）
- 竹ノ花公園（柱4丁目）

## ギャラリー
- 林公園（柱1丁目）
- 馬畷公園（柱3丁目）
- フィール岡崎柱町店（柱4丁目）
- 愛知県道479号熊味岡崎線（青野街道）の終点
- 「洋食もりい」[10] のハンバーグセット

## 交通

### 道路
- 愛知県道43号岡崎碧南線（土呂西尾道）
- 愛知県道478号岡崎停車場線（電車通り）
- 愛知県道479号熊味岡崎線（青野街道）

### 鉄道
- JR東海道本線
  - 岡崎駅

## その他

### 日本郵便
- 郵便番号 : 444-0837[4]（集配局：岡崎郵便局[11]）。

## 参考資料
- 「角川日本地名大辞典」編纂委員会 編『角川日本地名大辞典 23 愛知県』角川書店、1989年3月8日。ISBN 4-04-001230-5。
- 有限会社平凡社地方資料センター 編『日本歴史地名大系第23巻 愛知県の地名』平凡社、1981年。ISBN 4-582-49023-9。